# Epophthalmia kuani
Epophthalmia kuani – gatunek ważki z rodziny Macromiidae. Znany tylko z okazów typowych – pięciu samców odłowionych na dwóch stanowiskach w pobliżu góry Yuntai w prowincji Jiangsu we wschodnich Chinach. W 2023 roku na World Odonata List takson ten został zsynonimizowany z Epophthalmia elegans